# Gare d'Austerlitz (Paris metro)
Gare d'Austerlitz är en tunnelbanestation i Paris metro för linjerna 5 och 10 i 5:e och 13:e arrondissementet. Stationen öppnades 1939 och är uppkallad efter järnvägsstationen Gare d'Austerlitz.

## Stationens utseende
| Sidoperrong |           |
|             | ← Jussieu |
|             | →         |
| Sidoperrong |           |

| Sidoperrong |                    |
|             | ← Saint-Marcel     |
|             | Quai de la Rapée → |
| Sidoperrong |                    |

## Omgivningar
- Notre-Dame-de-la-Gare
- Hôpital de la Salpêtrière
- Bibliothèque nationale de France
- Parc de la Hauteur

## Bilder
| - Tunnelbanestationen Gare d'Austerlitz. - Notre-Dame-de-la-Gare. - Hôpital de la Salpêtrière. |